# Arendonk

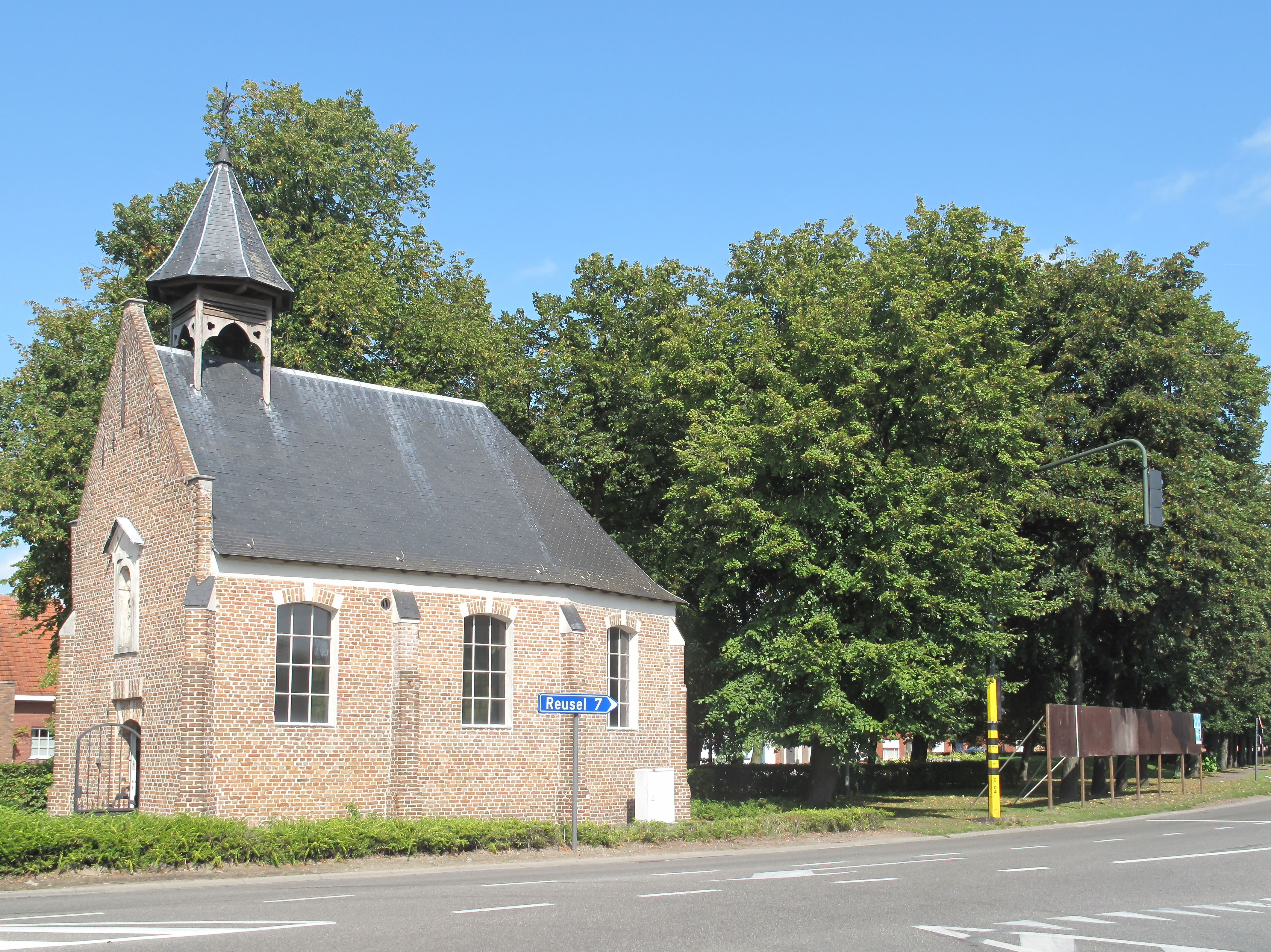
Kapel van de Wampenberg

Arendonk is een plaats en gemeente in de Belgische provincie Antwerpen. Arendonk is de hoofdplaats van het kieskanton en het gerechtelijk kanton Arendonk.

## Toponymie
Doorheen de eeuwen kwam Arendonk in de archieven voor als Arendoncq, Arendonc en Arendonck. De toponiem Arendonk bevat de twee woorddelen Aren- en donk.
- Aren-, afgeleid van a in de betekenis van stromend water.
- Het woord donk slaat op hooggelegen land nabij laagten en water.

De naam Arendonk betekent dus hoger gelegen land tussen aren, kleine riviertjes die naar de Wamp vloeien.

## Geschiedenis

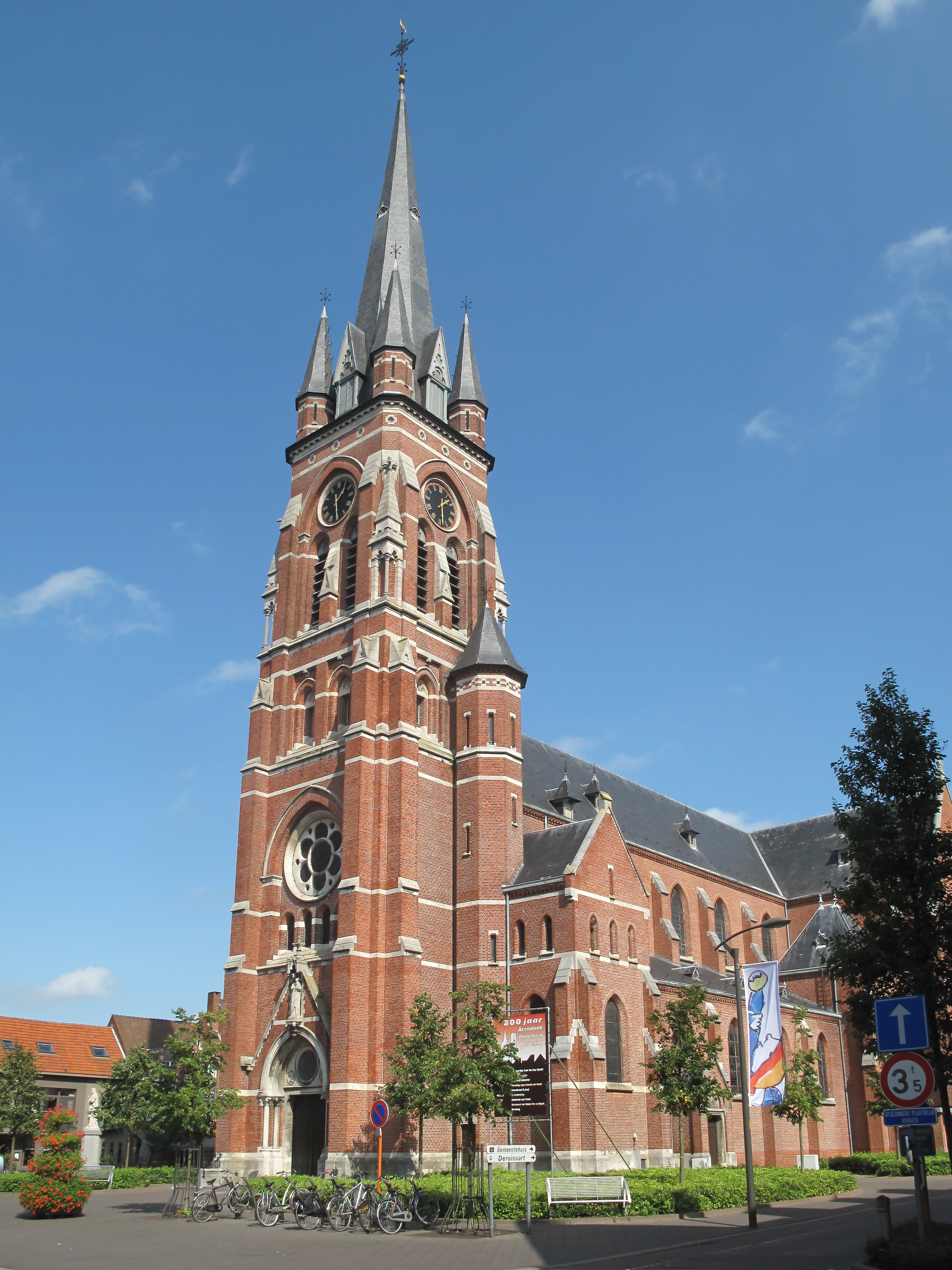
De Onze-Lieve-Vrouw en Sint-Jobkerk

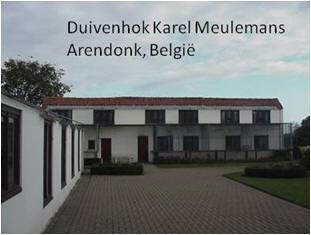
Duivenaccommodatie van Karel Meulemans

In 1212 ontving Arendonk de stadsrechten van Hendrik I, Hertog van Brabant. In het ancien régime hoorde Arendonk bij het hertogdom Brabant, meer bepaald bij het Land van Turnhout. Vanaf de 17e eeuw was Arendonk een afzonderlijke heerlijkheid.
In de middeleeuwen stond Arendonk bekend om de valkerij. Het vangen en africhten van roofvogels was een specialiteit waarvoor de vrijheid bij veel vorstenhuizen bekend stond. Toen in 1460 toestemming gegeven werd om linnen- en tijkweverijen op te richten brachten deze grote welstand onder de bevolking. Tot 1800 bezat de tijkweversgilde een eigen verkoophal te Antwerpen. In de 19e eeuw kwam de sigarenindustrie op en in de hoogdagen werden door ruim vijftien fabrikanten jaarlijks zo’n 30 miljoen sigaren vervaardigd.

### Tweede Wereldoorlog
De gemeente werd rond 20 mei 1940 bezet door het Duitse leger en bevrijd op 8 september 1944.

## Geografie

### Kernen
De verschillende historische woonkernen zijn grotendeels aan elkaar gegroeid. Toch zijn naast het centrum van Arendonk nog gehuchten te onderscheiden zoals de Voorheide (of de "Vraai"), den Berendonk, den Heikant, de Huiskes en den Broekkant. De Voorheide heeft een eigen parochie met een rooms-katholieke kerk. Buurtschap De Lusthoven heeft een eigen kapel die als hulpkerk in gebruik is.
Arendonk is in 1976 niet gefusioneerd met buurgemeenten, waardoor het geen deelgemeenten heeft.

### Straatnamen
Arendonk heeft een aantal merkwaardige straatnamen, waaronder Bellekens, Rode Del, Saren, Voorhoofd en Zoenbraak.

### Aangrenzende gemeenten
| Aangrenzende gemeenten | Aangrenzende gemeenten | Aangrenzende gemeenten | Aangrenzende gemeenten | Aangrenzende gemeenten |
| ---------------------- | ---------------------- | ---------------------- | ---------------------- | ---------------------- |
| Ravels                 |                        |                        |                        |                        |
|                        |                        |                        |                        |                        |
| Oud-Turnhout           | Reusel-De Mierden (NL) |                        |                        |                        |
|                        |                        |                        |                        |                        |
|                        |                        | Retie                  |                        | Mol                    |

## Bezienswaardigheden

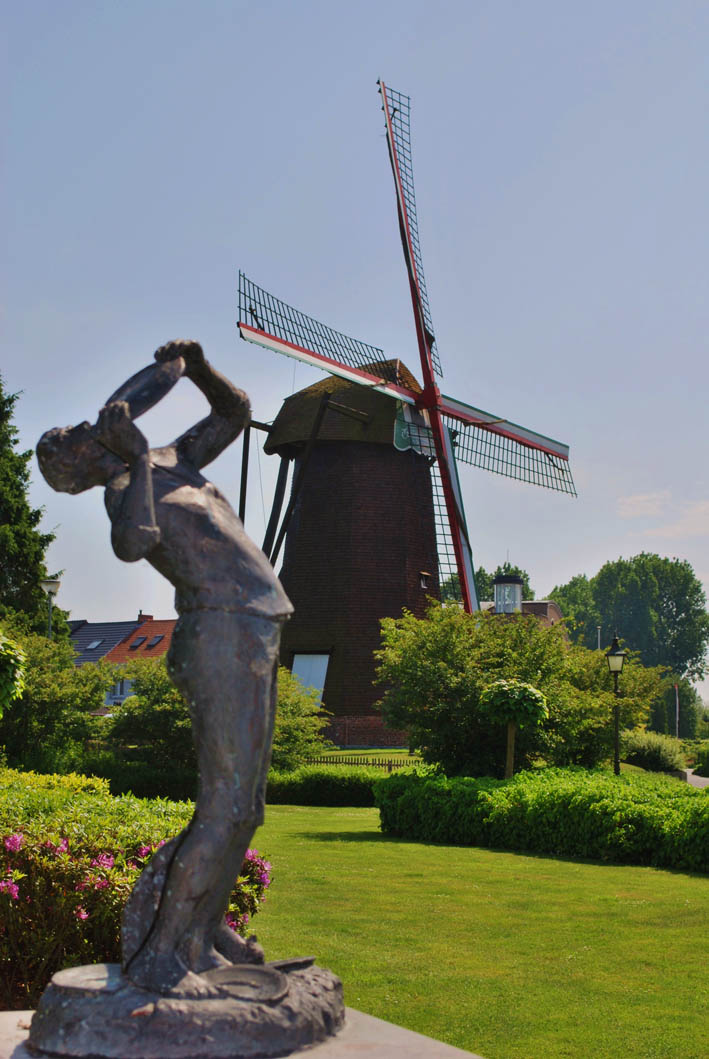
Telowerelè'er en de Toremansmolen

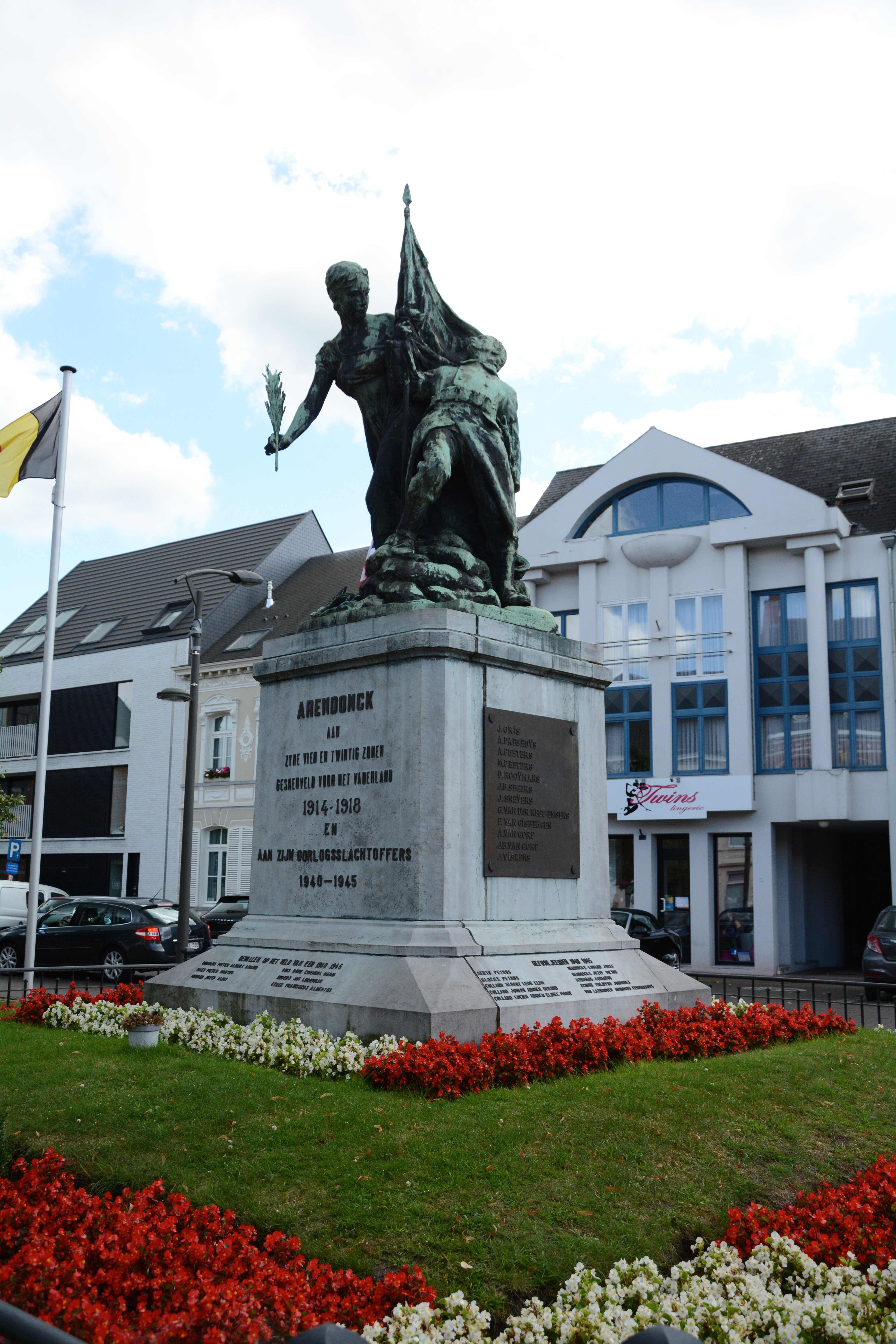
Monument Oorlogsslachtoffers

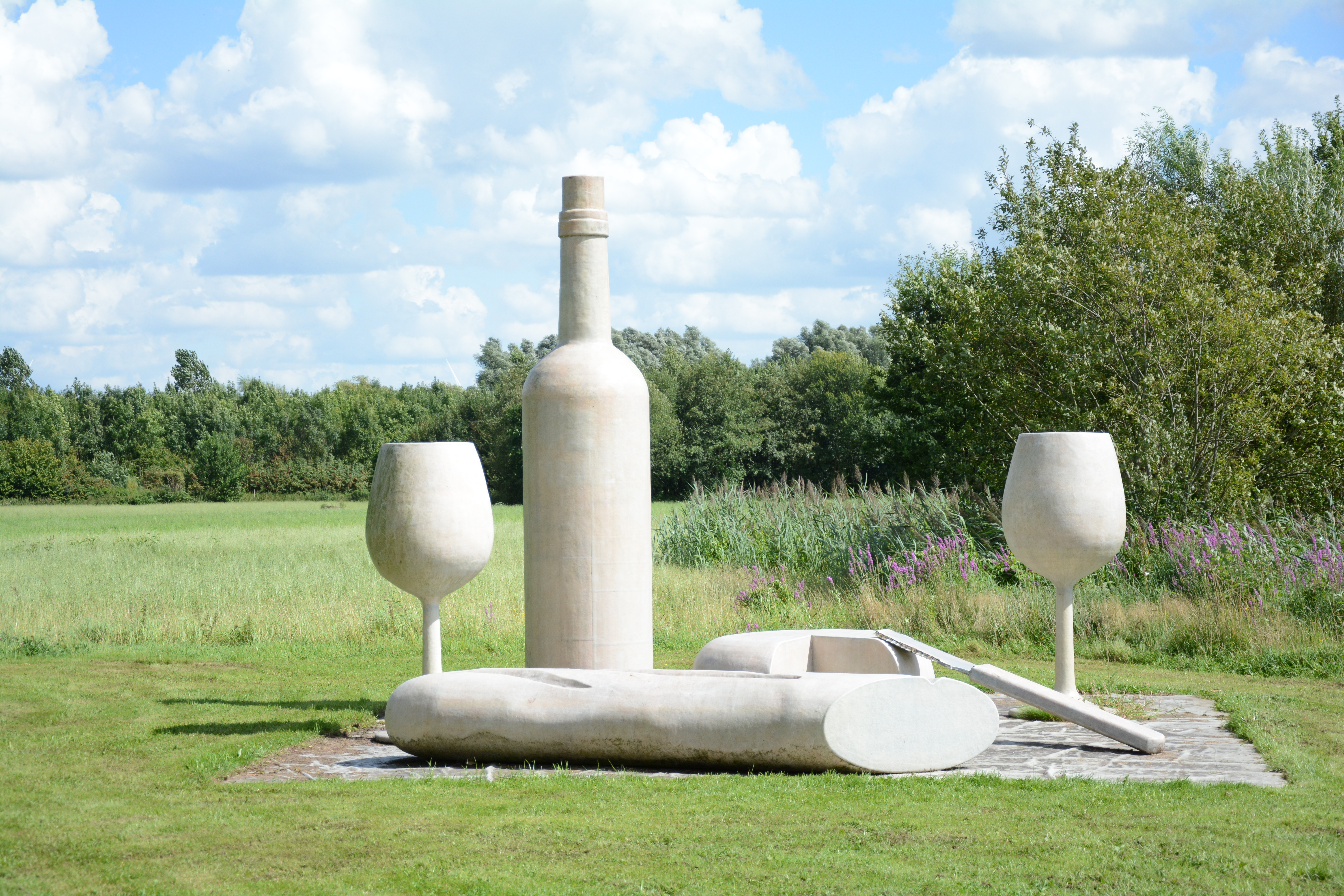
Kunst in de beeldentuin Karel I

- "Den telowerelè'er" (de bordenlikker) is een klein monument vernoemd naar de bijnaam van de Arendonkenaars. Het ligt nabij de Toremansmolen, een andere bezienswaardigheid in het dorp.
- De neogotische Onze-Lieve-Vrouw en Sint-Jobkerk aan de Vrijheid.[3]
- De sobere laat-barokke Kapel van de Wampenberg.[4]
- Het voormalig klooster Sint-Agnetendal.
- De Berendonkse Hoeve, gebouwd in 1756 en destijds in het bezit van de abdij van Postel.[5]
- Heemhuis van heemkundige kring 'Als Ice Can' met heem- en sigarenmakersmuseum.
- Het monument ter nagedachtenis van de slachtoffers van beide Wereldoorlogen, op de markt.
- De beeldentuin Karel I, achter de kunstacademie.

## Natuur en landschap
Arendonk ligt in de Noorderkempen op een hoogte van 20 à 30 meter, aflopend naar het zuiden. De belangrijkste waterloop is de Wamp, die in zuidwestelijke richting naar de Kleine Nete stroomt. Ten noordoosten ligt het Kanaal Dessel-Turnhout-Schoten.
In de omgeving van Arendonk liggen bossen, resultaat van heide-ontginningen. Het gebied Kwade Putten omvat het bosgebied Hoge Vijvers en enkele landgoederen met tot vijvers uitgegraven voormalige vennen. Verdere natuurgebieden zijn Goorken en Rode Del. Ook het beschermd natuurgebied De Liereman ligt gedeeltelijk in Arendonk.

## Demografie

### Samenstelling bevolking
De Kempense gemeente telt ruim 13.000 inwoners, waarvan ruim 1440 inwoners met Nederlandse nationaliteit. In totaal zijn er 96 verschillende nationaliteiten in Arendonk, de bewoners van het asielcentrum niet meegerekend.

### Evolutie van het inwonertal
- Bron:NIS - Opm:1806 t/m 1970=volkstellingen op 31 december; vanaf 1980= inwonertal per 1 januari
- 1977: Gebiedsuitwisseling met Retie (verlies van 26 inwoners)

| Inwoners van jaar tot jaar op 1 januari 1992 tot heden | Inwoners van jaar tot jaar op 1 januari 1992 tot heden | Inwoners van jaar tot jaar op 1 januari 1992 tot heden |
| jaar                                                   | Aantal                                                 | Evolutie: 1992=index 100                               |
| ------------------------------------------------------ | ------------------------------------------------------ | ------------------------------------------------------ |
| 1992                                                   | 11.203                                                 | 100,0                                                  |
| 1993                                                   | 11.370                                                 | 101,5                                                  |
| 1994                                                   | 11.366                                                 | 101,5                                                  |
| 1995                                                   | 11.366                                                 | 101,5                                                  |
| 1996                                                   | 11.484                                                 | 102,5                                                  |
| 1997                                                   | 11.578                                                 | 103,3                                                  |
| 1998                                                   | 11.597                                                 | 103,5                                                  |
| 1999                                                   | 11.741                                                 | 104,8                                                  |
| 2000                                                   | 11.805                                                 | 105,4                                                  |
| 2001                                                   | 11.883                                                 | 106,1                                                  |
| 2002                                                   | 11.934                                                 | 106,5                                                  |
| 2003                                                   | 12.040                                                 | 107,5                                                  |
| 2004                                                   | 12.119                                                 | 108,2                                                  |
| 2005                                                   | 12.179                                                 | 108,7                                                  |
| 2006                                                   | 12.215                                                 | 109,0                                                  |
| 2007                                                   | 12.329                                                 | 110,1                                                  |
| 2008                                                   | 12.528                                                 | 111,8                                                  |
| 2009                                                   | 12.679                                                 | 113,2                                                  |
| 2010                                                   | 12.758                                                 | 113,9                                                  |
| 2011                                                   | 12.855                                                 | 114,7                                                  |
| 2012                                                   | 12.894                                                 | 115,1                                                  |
| 2013                                                   | 12.941                                                 | 115,5                                                  |
| 2014                                                   | 12.956                                                 | 115,6                                                  |
| 2015                                                   | 13.053                                                 | 116,5                                                  |
| 2016                                                   | 13.142                                                 | 117,3                                                  |
| 2017                                                   | 13.261                                                 | 118,4                                                  |
| 2018                                                   | 13.281                                                 | 118,5                                                  |
| 2019                                                   | 13.293                                                 | 118,7                                                  |
| 2020                                                   | 13.290                                                 | 118,6                                                  |
| 2021                                                   | 13.207                                                 | 117,9                                                  |
| 2022                                                   | 13.297                                                 | 118,7                                                  |
| 2023                                                   | 13.344                                                 | 119,1                                                  |
| 2024                                                   | 13.391                                                 | 119,5                                                  |
| 2025                                                   | 13.323                                                 | 118,9                                                  |

## Politiek

### Structuur
De gemeente Arendonk ligt in het kieskanton Arendonk en het provinciedistrict Turnhout. Deze maken deel uit van het kiesarrondissement Mechelen-Turnhout en de kieskring Antwerpen.
| Arendonk         | Arendonk         | Supranationaal         | Nationaal                         | Nationaal           | Gemeenschap         | Gewest              | Provincie           | Arrondissement    | Provinciedistrict | Kanton          | Gemeente        |
| ---------------- | ---------------- | ---------------------- | --------------------------------- | ------------------- | ------------------- | ------------------- | ------------------- | ----------------- | ----------------- | --------------- | --------------- |
| Administratief   | Niveau           | Europese Unie          | België                            | België              | Vlaanderen          | Vlaanderen          | Antwerpen           | Turnhout          | Turnhout          | Turnhout        | Arendonk        |
| Administratief   | Bestuur          | Europese Commissie     | Belgische regering                | Belgische regering  | Vlaamse regering    | Vlaamse regering    | Deputatie           | Deputatie         | Deputatie         | Deputatie       | Gemeentebestuur |
| Administratief   | Raad             | Europees Parlement     | Kamer van volksvertegenwoordigers | Vlaams Parlement    | Vlaams Parlement    | Vlaams Parlement    | Provincieraad       | Provincieraad     | Provincieraad     | Provincieraad   | Gemeenteraad    |
| Kiesomschrijving | Kiesomschrijving | Nederlands Kiescollege | Kieskring Antwerpen               | Kieskring Antwerpen | Kieskring Antwerpen | Kieskring Antwerpen | Kieskring Antwerpen | Mechelen-Turnhout | Turnhout          | Arendonk        | Arendonk        |
| Verkiezing       | Verkiezing       | Europese               | Federale                          | Federale            | Vlaamse             | Vlaamse             | Provincieraads-     | Provincieraads-   | Provincieraads-   | Provincieraads- | Gemeenteraads-  |

### College van burgemeester en schepenen
| Naam         |  | Partij | Functie en bevoegdheden                                                                                |
| ------------ |  | ------ | --- |
| Rob Blockx   |  | CD&V   | Burgemeester Algemeen beleid, vergunningen en handhaving, veiligheid en burgerlijke stand.             |
| Joke Segers  |  | CD&V   | Eerste schepen Financiën, onderwijs, kinderopvang, gezin, communicatie en public relations.            |
| Alek Dom     |  | CD&V   | Tweede schepen Omgeving, duurzaamheid, cultuur en erfgoed.                                             |
| Brent Jansen |  | CD&V   | Derde schepen Sport, jeugd, buurtwerking en toerisme.                                                  |
| Luc Bouwen   |  | CD&V   | Vierde schepen Openbare werken, mobiliteit, lokale economie en landbouw.                               |
| Erwin Cools  |  | CD&V   | Vijfde schepen + voorzitter Bijzonder Comité Sociale Dienst Sociaal beleid, betrokkenheid en senioren. |

### Geschiedenis

#### Lijst van burgemeesters
| Periode | Periode      | Burgemeester                                   |
| ------- | ------------ | ---------------------------------------------- |
|         | 1800 - 1804  | Frans Tardie                                   |
|         | 1804 - 1815  | Jan Frans Wouters                              |
|         | 1815 - 1818  | Willem De Vocht                                |
|         | 1818 - 1830  | Jan Frans Wouters                              |
|         | 1830 - 1836  | Willem De Vocht                                |
|         | 1836 - 1873  | Petrus Hubertus Verbist                        |
|         | 1873 - 1893  | August Gilles                                  |
|         | 1893 - 1914  | Jan-Baptist Peeters                            |
|         | 1914 - 1922  | Hendrik Maes                                   |
|         | 1922 - 1937  | Hendrik Lens (KVV)                             |
|         | 1937 - 1939  | Frans Borgmans (KVV)                           |
|         | 1939 - 1940  | Jan Van Poppel (Kath. Verb.)                   |
|         | 1940         | Pieter Blockx (KVV, waarnemend burgemeester)   |
|         | 1941 - 1944  | Jan Goris (Onafhankelijk, oorlogsburgemeester) |
|         | 1944 - 1964  | Jan Van Poppel (CVP)                           |
|         | 1965 - 1976  | Victor Maes (CVP)                              |
|         | 1977 - 1982  | Jef Bouwen (CVP)                               |
|         | 1983 - 1989  | Karel Van Gool (CVP)                           |
|         | 1989 - 2000  | Jef Bouwen (CVP)                               |
|         | 2001 - 2012  | Ernest Buijs (CVP / CD&V)                      |
|         | 2013 - 2024  | Kristof Hendrickx (N-VA)                       |
|         | 2024 - heden | Rob Blockx (CD&V)                              |

#### Legislatuur 1983 - 1988
Volksunie trok naar de kiezer onder de naam GOED (dit stond voor Gemeentebelangen, Openheid, Eerlijkheid, Democratie). Ze behaalden drie verkozenen. SP hield stand en behield haar 7 zetels. De CVP bleef de grootste partij maar verloor haar absolute meerderheid. De partij vormde een coalitie met de liberale PVV. Burgemeester was Karel Van Gool.

#### Legislatuur 1995 - 2000
Volksunie, SP, PVV en onafhankelijken trokken samen naar de kiezer met de lijst NIEUW. Burgemeester was Jef Bouwen van de CVP, die met 11 zetels nipt een absolute meerderheid behaalde.

#### Legislatuur 2019 - 2024
Burgemeester was Kristof Hendrickx (N-VA). Hij leidde een coalitie bestaande uit N-VA en CD&V. Samen vormden ze de meerderheid met 16 op 23 zetels. In januari 2023 maakte CD&V bekend dat het verder ging onder de naam 'Iedereen 2370'. Men wilde hiermee naar eigen zeggen het lokale karakter benadrukken, maar bleef wel officieel een afdeling van CD&V.

#### Legislatuur 2024 - 2030
Burgemeester werd Rob Blockx (Iedereen 2370). Zijn lijst Iedereen 2370 behaalde een absolute meerderheid van 14 op 23 zetels en ging alleen besturen. De partijen N-VA+, Vlaams Belang en Vooruit vormen de oppositie.

#### Resultaten gemeenteraadsverkiezingen sinds 1976
| Partij of kartel     | Partij of kartel                               | 10-10-1976 | 10-10-1976 | 10-10-1982 | 10-10-1982 | 9-10-1988 | 9-10-1988 | 9-10-1994 | 9-10-1994 | 8-10-2000 | 8-10-2000 | 8-10-2006 | 8-10-2006 | 14-10-2012 | 14-10-2012 | 14-10-2018 | 14-10-2018 | 13-10-2024 | 13-10-2024 |
| Stemmen / Zetels     | Stemmen / Zetels                               | %          | 21         | %          | 21         | %         | 21        | %         | 21        | %         | 21        | %         | 23        | %          | 23         | %          | 23         | %          | 23         |
| -------------------- | ---------------------------------------------- | ---------- | ---------- | ---------- | ---------- | --------- | --------- | --------- | --------- | --------- | --------- | --------- | --------- | ---------- | ---------- | ---------- | ---------- | ---------- | ---------- |
|                      | CVP1/ CD&V+N-VAA/ CD&V2/ iedereen 23703        | 45,931     | 11         | 39,251     | 9          | 47,31     | 12        | 45,11     | 11        | 37,11     | 10        | 35,05A    | 10        | 28,572     | 7          | 24,32      | 6          | 52,53      | 14         |
|                      | CD&V+N-VAA/ N-VA3/ N-VA+C                      | -          |            | -          |            | -         |           | -         |           | -         |           | 35,05A    | 10        | 31,203     | 8          | 38,53      | 10         | 20,9C      | 5          |
|                      | A+1/ N-VA+C                                    | -          |            | -          |            | -         |           | -         |           | -         |           | 17,731    | 4         | 15,801     | 3          | 12,11      | 2          | 20,9C      | 5          |
|                      | Agalev1/ Groen!2/ sp.a-GroenD/ Meer dan Groen3 | -          |            | -          |            | 8,761     | 1         | 10,061    | 1         | 7,171     | 1         | 3,912     | 0         | -          |            | 14,8D      | 3          | 4,93       | 0          |
|                      | SP1/ NIEUWB/ sp.a3/ sp.a-GroenD/ Vooruit4      | 31,491     | 7          | 29,651     | 7          | 25,181    | 5         | 38,07B    | 9         | 23,491    | 5         | 22,043    | 6         | 16,263     | 4          | 14,8D      | 3          | 6,94       | 1          |
|                      | PVV1/ NIEUWB/ VLD2                             | 12,511     | 2          | 10,871     | 2          | 7,881     | 1         | 38,07B    | 9         | 11,212    | 2         | 7,632     | 1         | -          |            | -          |            | -          |            |
|                      | VU1/ GOED2/ NIEUWB                             | 8,361      | 1          | 15,392     | 3          | 10,881    | 2         | 38,07B    | 9         | -         |           | -         |           | -          |            | -          |            | -          |            |
|                      | Vlaams Blok1/ Vlaams Belang2                   | -          |            | -          |            | -         |           | 6,771     | 0         | 8,571     | 1         | 13,642    | 2         | 8,172      | 1          | 10,32      | 2          | 14,82      | 3          |
|                      | NN.V.A.                                        | -          |            | -          |            | -         |           | -         |           | 12,47     | 2         | -         |           | -          |            | -          |            | -          |            |
|                      | AGB                                            | -          |            | 4,83       | 0          | -         |           | -         |           | -         |           | -         |           | -          |            | -          |            | -          |            |
|                      | BVA                                            | 1,71       | 0          | -          |            | -         |           | -         |           | -         |           | -         |           | -          |            | -          |            | -          |            |
| Totaal stemmen       | Totaal stemmen                                 | 6611       | 6611       | 7144       | 7144       | 7660      | 7660      | 7917      | 7917      | 8129      | 8129      | 8172      | 8172      | 8365       | 8365       | 8674       | 8674       | 6263       | 6263       |
| Opkomst %            | Opkomst %                                      |            |            |            |            | 96,41     | 96,41     | 95,29     | 95,29     | 94,34     | 94,34     |           |           | 93,29      | 93,29      | 93,9       | 93,9       | 68,6       | 68,6       |
| Blanco en ongeldig % | Blanco en ongeldig %                           | 4,69       | 4,69       | 5,25       | 5,25       | 3,88      | 3,88      | 4,67      | 4,67      | 4,21      | 4,21      | 4,2       | 4,2       | 2,6        | 2,6        | 2,8        | 2,8        | 0,5        | 0,5        |

De zetels van de gevormde coalitie staan vetjes uitgedrukt. De grootste partij is in kleur.

## Cultuur

### Bijnamen
Een inwoner van Arendonk wordt een Arendonkenaar genoemd. De bijnaam van de Arendonkenaar is "den telowerelè'er" (de bordenlikker). Naar verluidt likten vroeger de Arendonkenaren hun bord schoon, om niks van het schaarse voedsel verloren te laten gaan.

### Evenementen

#### Sinte Katrinazingen
Driekoningen zingen doet men in tegenstelling tot de buurgemeenten niet in Arendonk. Op 25 november gaan kinderen 's avonds huis aan huis Sinte Katrinazingen, waarbij ze snoep krijgen. De tekst luidt als volgt:
Sinte Katrina, fille fille mina,
een kjeske voor ne cent,
En al wie daar niet over kan,
over een kjeske, over een kjeske voor ne cent.
Laat ons, laat ons,
Ne goeien avond onder ons.

#### Teljoorlekkersdag
Een hoogdag voor de Arendonkenaren is de Teljoorlekkersdag. Die vindt plaats eind juni op en rond de markt en het plein Deroissart. Het gemeentebestuur en verenigingen organiseren dan een volksfeest met activiteiten voor kinderen en volwassenen. Een van de activiteiten is het leegeten en schoonlikken van een bord rijstpap. Een andere activiteit de laatste jaren is de "Lucky Duck Race", een grote badeendenrace ten voordele voor een lokaal goed doel.

#### Arendonk Zingt & Swingt
In navolging van het teloor gegane Bemdfestival organiseert de Chiro van Arendonk-Centrum sinds 2001 het gratis popfestival Arendonk Zingt & Swingt op en rond de Bemdweide. Met een gevarieerd programma lokt men jaarlijks zo'n 15 000 bezoekers uit alle leeftijdsklassen. Grote namen waren o.a. Gers Pardoel, De Jeugd van Tegenwoordig, Laura Lynn, Les Truttes en Pommelien Thijs. De opbrengst gaat naar het goede doel.

### Streekproducten
- De Arendonker Bruin (bruin, 8,5%) en de Arendonker Tripel (goudblond, 8%) van Dorpsbrouwerij Humulus.
- De Keikop Tripel (blond, 8,7%) en de Keikop Saison (goudblond, 6,5%) van Brouwerij De Kassei.
- Arendonks Sigaartje, een boterkoekje gebakken door bakkerij Vanbroekhoven.

### Jeugdverenigingen
- Jeugdwerking Koninklijke Harmonie De Arend
- Jeugdwerking Koninklijke Fanfare Wampegalm
- Scouts & Gidsen Carpe Diem
- Chiro Sint-Hubertus (jongens)
- Chiro Onze-Lieve-Vrouw van Vreugde (meisjes)
- Chiro De Vraai
- KLJ Arendonk
- Jeugd Rode Kruis Arendonk
- Plussers Arendonk
- Jeugdhuis 't Onkrooid

## Mobiliteit

### Wegennet
Verschillende gewestwegen doen de gemeente aan. Dit zijn:
- De N118, Geel - Retie - Arendonk - Weelde
- De N139, Oud-Turnhout - Arendonk - Nederlandse N284

In het zuiden van de gemeente loopt de snelweg E34. Deze vormt de grens met buurgemeente Retie.

### Openbaar vervoer
Het openbaar vervoer in Arendonk bestaat uit een busnetwerk geëxploiteerd door de Vlaamse Vervoermaatschappij De Lijn.
Het netwerk bestaat uit twee reguliere lijnen (430 Reusel - Turnhout - Hoogstraten en 432 Arendonk - Turnhout - Brecht) en acht schoollijnen naar onder andere Geel, Mol, Oud-Turnhout, Poppel en Zondereigen. Alle lijnen bedienen de halte Gemeentehuis op de markt in Arendonk.

### Wandelwegen
- Bertel Pegh Pad 9 km
- Hufkenswandeling 6,6 km
- Natuurwandelpad 9 km
- Arendonks Wandelpad 10 km
- Wandelen op Wieltjes 6 km
- Talanderwandeling 14 km - Wandeling van het Jaar 2014

## Onderwijs

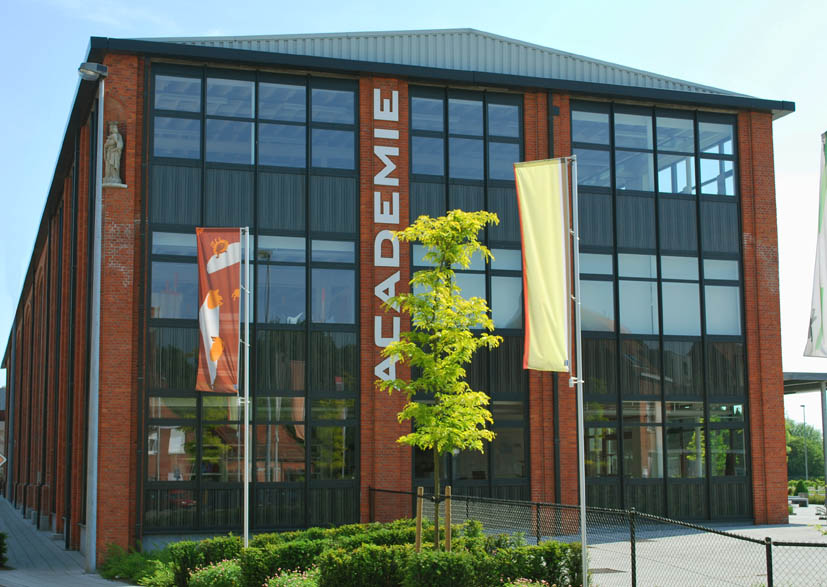
Academie voor Schone Kunsten in voormalige sigarenfabriek Karel I

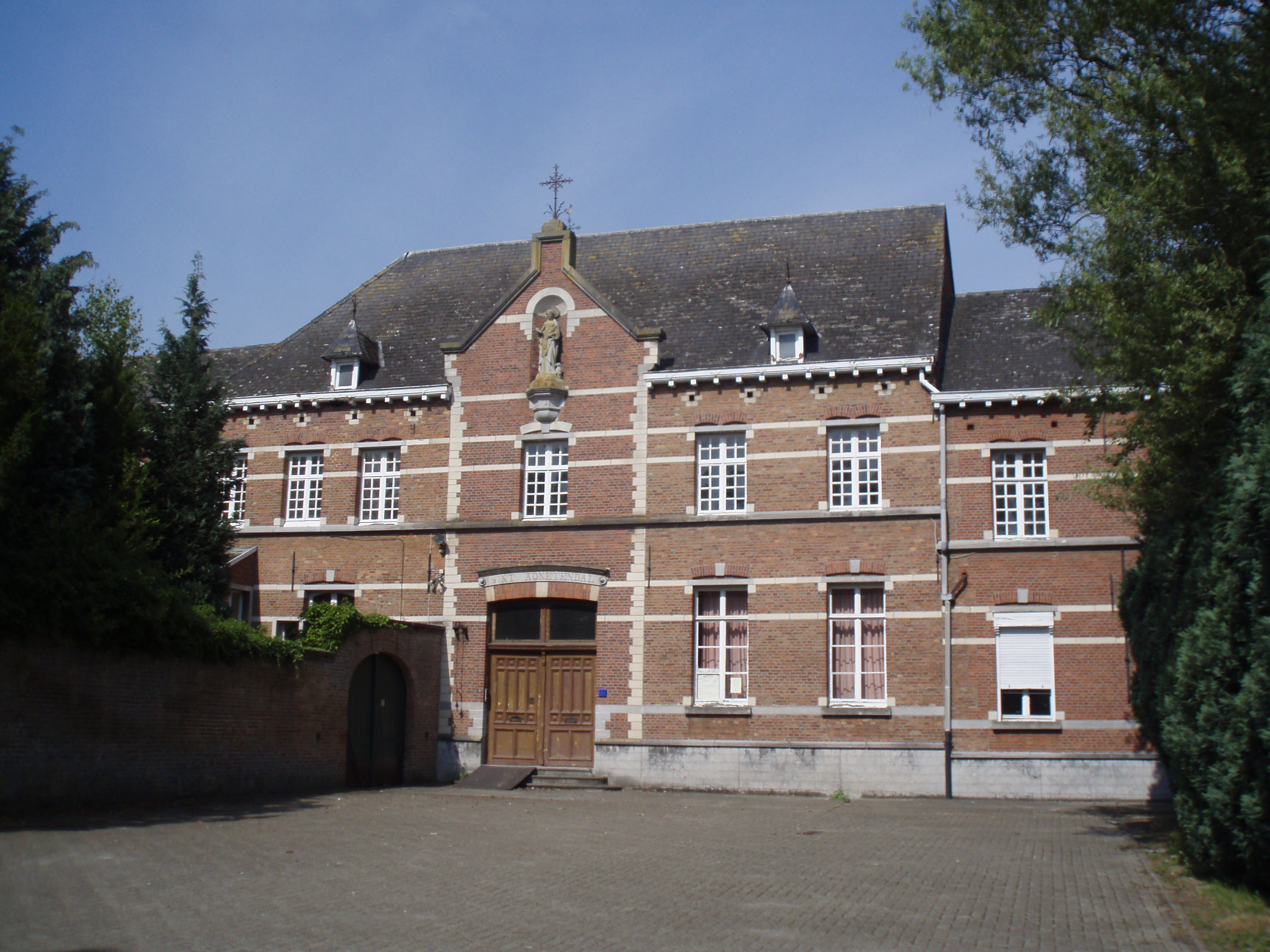
Klooster Sint-Agnetendal

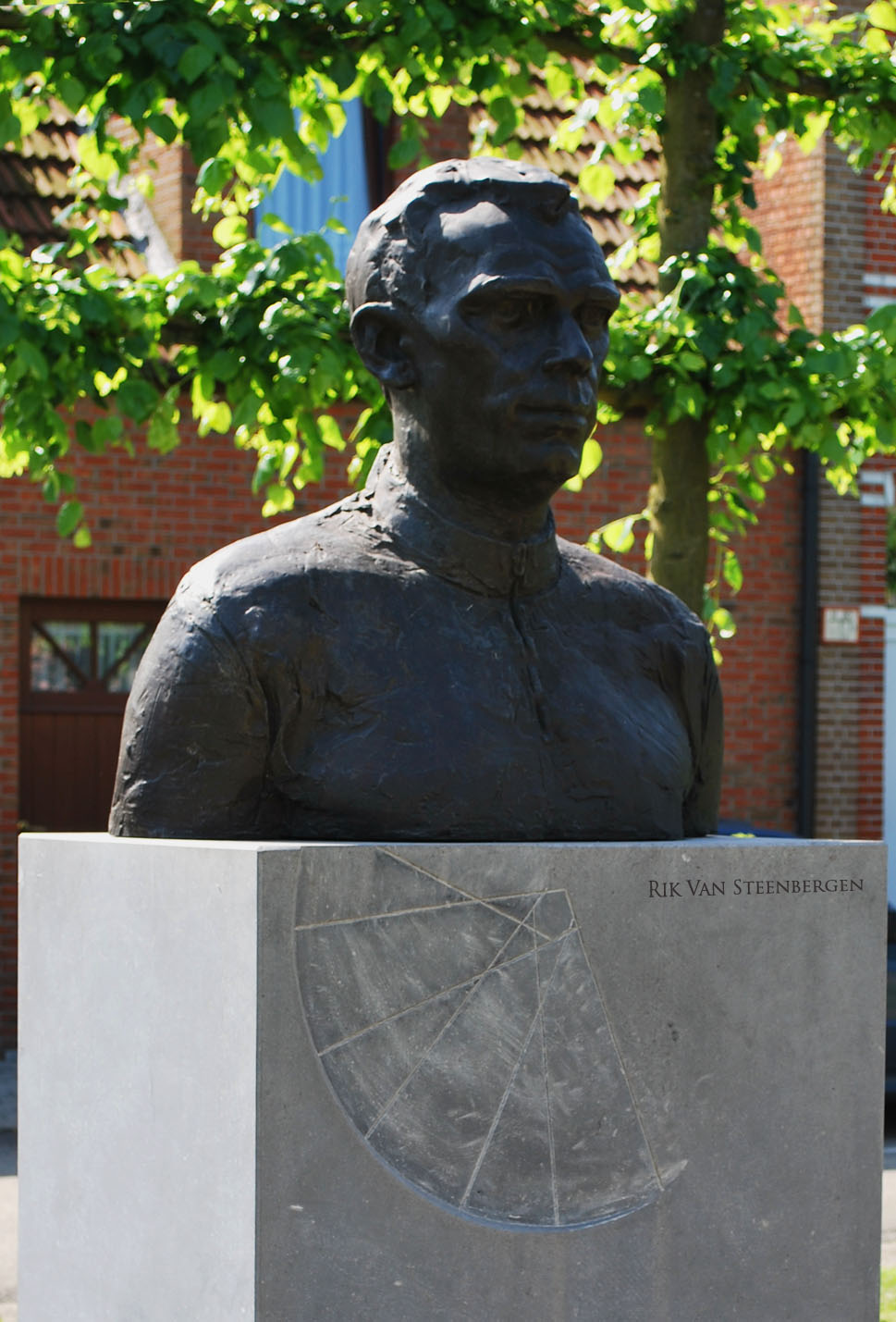
Torso van Rik Van Steenbergen door de Kunstacademie Arendonk (2004)

### Kleuter- en lager onderwijs
- Gemeentelijke Basisschool de Stip
- Gemeentelijke Basisschool Voorheide
- Vrije Basisschool Sint-Clara
- GO! basisschool Atlantis

### Buitengewoon lager onderwijs
- GO! de 3master - Arendonk

### Secundair onderwijs
- Sint-Claracollege (ASO-TSO-BSO)
- CDO Arendonk (Deeltijds onderwijs)

### Kunstonderwijs
- Gemeentelijke Academie voor Schone Kunsten
- Stedelijke Academie voor Muziek, Woord en Dans Turnhout, filiaal Arendonk

### Volwassenenonderwijs
- CVO Hoger Instituut der Kempen - Sint-Claracollege

## Sport
- het Glossocircuit, een circuit voor rallycross
- Voetbalclub KFC Arendonk Sport (actief in 2de provinciale Antwerpen)
- Sportpark Heikant, waar atletiekclub ARAC en KFC Arendonk Sport gevestigd zijn.Er is tevens een Finse piste, twee beachvolleybalvelden en een visvijver
- Een sporthal waar diverse activiteiten kunnen plaats vinden (opening verwacht begin 2025)
- Dansstudio Focus
- De Bemdhal met sporthal, gymzaal, squashterreinen en buitenterreinen
- Het gemeentelijk zwembad, sinds 1976 gevestigd aan de Van Eycklaan
- FC Broekkant en tal van kleinere caféploegen spelende in de amateurreeksen
- Rugbyclub Pitbulls, spelende op de terreinen van Postelboer
- Tennisclub De Lusthoven met acht buitenterreinen en drie indoor terreinen
- Okidohal, thuisbasis van basketbalclub Okido en Volleybalclub Arvoc
- Gevechtsportclubs ASV Judo en Okinawa Gojo Ryu Karate
- Sint-Sebastiaansgilde, de oudste vereniging van Arendonk
- Dansschool Baila
- Landelijke Rijvereniging Kempenzonen

## Bekende Arendonkenaars
Bekende personen die geboren of woonachtig zijn of waren in Arendonk of een andere significante band met de gemeente hebben:
- Jan van Eyck (1390 - 1441), kunstschilder (vermoedelijk)
- Daniël van Arendonk (? - 1572), martelaar
- August Gilles (1822 - 1893), politicus
- War Van Asten (1888-1958), beeldhouwer
- Jan Goris (1890 - 1976), politicus, historicus en auteur
- Emiel van Hemeldonck (1897 - 1981), schrijver
- Remi Lens (1902 - 1983), priester en kunstenaar
- Jan Van Poppel, (1903 - 1986), politicus
- Godefried De Vocht (1908 - 1985), wielrenner
- Louis Janssen (1913 - 2013) en broers, duivenmelkers
- Louis de Cartier de Marchienne (1921 - 2013), ondernemer
- René Mertens (1922 - 2014), wielrenner
- Jan Nuyts (1924 - 2011), politicus
- Rik Van Steenbergen (1924 - 2003), wielrenner
- Jozef Cools (1926 - 1974), politicus
- Louis Van Gorp (1932 - 2008), kunstschilder
- Karel Meulemans (1937), duivenmelker
- Jef Bouwen (1937), politicus
- Leo Hendrickx (1943), voetballer
- Karel Van Gool (1944), politicus
- Bob Van Laerhoven (1953), schrijver
- Ernest Buijs (1954), politicus
- Léon Van Gestel (1955), presentator[20]
- Mieke Gijs (1957), schlagerzangeres
- Vera Celis (1959), politica
- Herwig Ilegems (1962), acteur
- Lieve Slegers (1965), atlete
- Bart Vosters (1970), advocaat en politicus
- Bieke Ilegems (1971), presentatrice
- Chris Willemsen (1972), acteur
- Peter Wuyts (1973), wielrenner
- Danny Ilegems (1974), journalist
- Ben Segers (1974), acteur
- Timmy Simons (1976), voetballer
- Kristof Hendrickx (1979), politicus
- Liesbet De Vocht (1979), wielrenster
- An Hermans (1979), politica
- Wim De Vocht (1982), wielrenner
- Matthias Lens (1986), muzikant
- Victor van Meerten (1988), tv-gezicht, dj
- Jonah Hulselmans (1989), tv-gezicht
- Joris Lenaerts (1989), presentator
- Lien Mermans (1990), voetbalster[21]
- Jorik Hendrickx (1992), kunstschaatser
- Dries Van Gestel (1994), wielrenner
- Thomas Hooyberghs (1996), voetballer
- Fabian Feyaerts (1998), zanger, presentator
- Loena Hendrickx (1999), kunstschaatsster

## Zustergemeenten
- Kobern-Gondorf, Duitsland, sinds 1992
- Mont-Saint-Éloi, Frankrijk, sinds 1964

## Nabijgelegen kernen
Retie, Zwaneven, Eel, Reusel